# Motocultor
Un motocultor o tractor de un solo eje es un vehículo especial autopropulsado de un eje, dirigible por manceras por un conductor que marche a pie. Utilizada para la labor superficial del suelo. Principalmente se utiliza para labrar pequeñas superficies en la horticultura  y la jardinería.

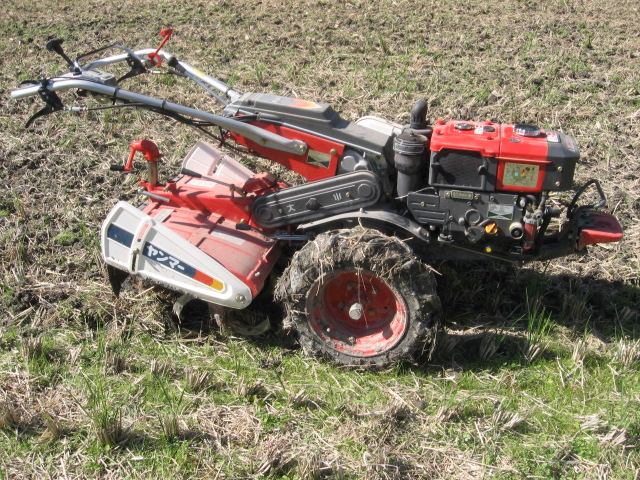
Motocultor.

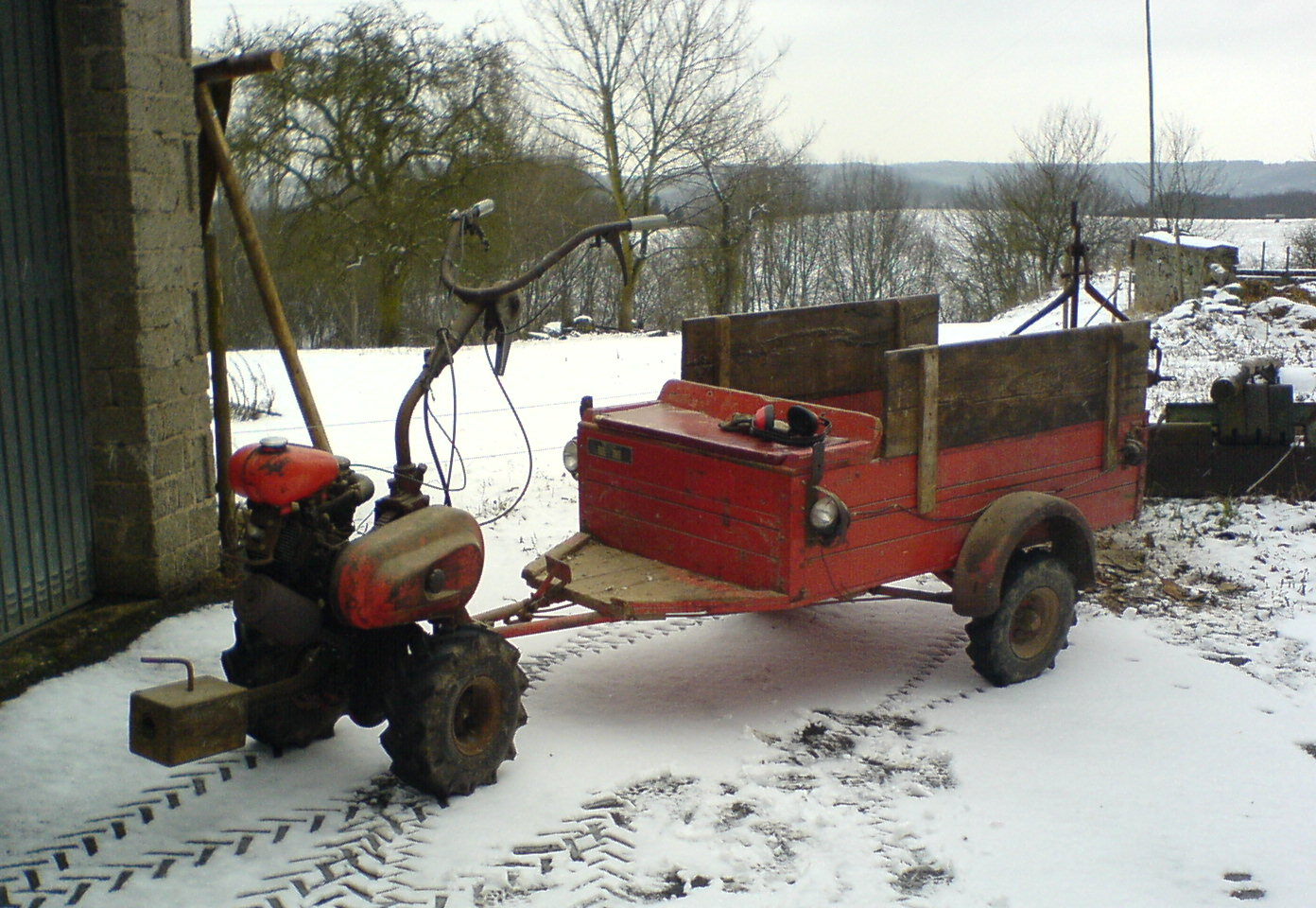
Motocultor.

Ciertos motocultores pueden también ser dirigidos desde un asiento incorporado a un remolque o a un apero.
Los tractores de gran tamaño pueden incorporar una fresadora que hace el mismo trabajo que las fresas de los motocultores pero a gran escala.
Los motocultores tienen generalmente una potencia no superior a los 15 kW y se guían y se hacen maniobrar generalmente por un conductor que va a pie. Tienen varias marchas hacia adelante y hacia atrás. Están dotados de un motor de  gasolina o diésel. Se diferencian con las motoazadas ( con tracción transmitida a través de las fresas), dado que los motocultores propiamente dichos tienen dos ruedas tractoras (tractores de dos ruedas) y éstos, si tienen suficiente potencia, pueden circular con un pequeño remolque y con el conductor sentado. Los motocultores de dos ruedas llevan una toma de fuerza  que permite accionar otros mecanismos (por ejemplo una bomba hidráulica).
La gama de aperos que se puede añadir a un motocultor de dos ruedas es amplia: arados, fresa, sembradoras, sistemas de riego, remolques entre otros. Los tractores con ruedas de mayor potencia pueden incorporar un asiento y unas ruedas traseras que los convierte en pequeños tractores.

## Trabajo hecho por motocultores
Las fresas de los  motocultores de dos ruedas  levantan las piedras de tamaño pequeño y es necesario que disponga de un sistema de protección para evitar daños al operario. Las malezas altas acaban enroscándose en torno de las fresas y hay que sacarlas manualmente con el motor parado. El motocultor sustituye el tradicional método de remover la tierra con la azada o pala. Con las fresas deja la tierra muy fina pero también deja un suelo de trabajo endurecido a una determinada profundidad.

## Trabajos hechos por el monocultor
- Arado
- Transbetxí